# بورسک
بورسک (به لهستانی:  Borsk) یک روستا در لهستان است که در گمینا کارشن واقع شده‌است. بورسک ۱۴۶ نفر جمعیت دارد.